# Supergirl (serial telewizyjny)
Supergirl – amerykański serial science fiction wyprodukowany przez Berlanti Productions, DC Entertainment oraz Warner Bros. Television. Serial jest adaptacją komiksu o tym samym tytule autorstwa Otto Bindera oraz Ala Plastino, wydawanego przez DC Comics. Producentami wykonawczymi są Greg Berlanti, Ali Adler oraz Andrew Kreisberg. Premierowy odcinek serialu został wyemitowany 26 października 2015 roku przez CBS.

## Fabuła
Fabuła serialu skupia się na urodzonej na Kryptonie kuzynce Supermana, Karze Zor-El. W wieku 13 lat zostaje wysłana na Ziemię przez biologiczną matkę, aby uchronić ją przed śmiercią. Dziewczyna zostaje wychowana przez rodzinę Danversów w Midvale, która nauczyła ją jak kontrolować nadprzyrodzone zdolności.
24-letnia Kara jest świadkiem katastrofy samolotu, w którym jest jej siostra Alex. Aby uratować ludzi, musi publicznie użyć swoich zdolności. Po udanej akcji, media dowiadują się o istnieniu Supergirl. Od tego momentu Kara postanawia zostać superbohaterką zakładając kostium Supergirl.

## Obsada

### Główna
- Melissa Benoist jako Kara Zor-El / Kara Danvers / Supergirl[3]
- Mehcad Brooks jako James Olsen[4]
- Chyler Leigh jako Alex Danvers, siostra adopcyjna Kary[5]
- Calista Flockhart jako Cat Grant, szefowa korporacji CatCo, w której asystentką jest Kara[5]
- David Harewood jako Hank Henshaw, były agent CIA, który prowadzi departament walczący z zagrożeniami z kosmosu[5]
- Jeremy Jordan jako Winslow „Winn” Schott[6]
- Katie McGrath jako Lena Luthor[7]
- Odette Annable jako Samantha Arias / Reign
- Jesse Rath jako Querl Dox / Brainiac
- Sam Witwer jako Benjamin Lockwood / Agent Liberty

## Lista odcinków
| Sezon | Sezon | Odcinki | Oryginalna emisja CBS (seria 1)/ The CW (serie 2-6) | Oryginalna emisja CBS (seria 1)/ The CW (serie 2-6) | Oryginalna emisja Netflix Polska | Oryginalna emisja Netflix Polska | Oryginalna emisja Netflix Polska |
| Sezon | Sezon | Odcinki | Premiera                                            | Finał                                               | Premiera                         | Finał                            |                                  |
| ----- | ----- | ------- | --------------------------------------------------- | --------------------------------------------------- | -------------------------------- | -------------------------------- | -------------------------------- |
|       | 1     | 20      | 26 października 2015                                | 18 kwietnia 2016                                    | 12 czerwca 2017                  | 12 czerwca 2017                  |                                  |
|       | 2     | 22      | 10 października 2016                                | 22 maja 2017                                        | 12 czerwca 2017                  | 12 czerwca 2017                  |                                  |
|       | 3     | 23      | 9 października 2017                                 | 18 czerwca 2018                                     | 23 października 2017             | 2 lipca 2018                     |                                  |
|       | 4     | 22      | 14 października 2018                                | 19 maja 2019                                        | 28 października 2018             | 2 czerwca 2019                   |                                  |
|       | 5     | 19      | 6 października 2019                                 | 17 maja 2020                                        | 20 października 2019             | 31 maja 2020                     |                                  |
|       | 6     | 20      | 30 marca 2021                                       | 9 listopada 2021                                    | 13 kwietnia 2021                 | 23 listopada 2021                |                                  |

## Produkcja
We wrześniu 2014 roku Warner Bros. Television ogłosiło plan stworzenia serialu wokół postaci Supergirl. Twórcami serialu zostali Greg Berlanti, Ali Adler i Andrew Kreisberg. W tym samym miesiącu podano, że serial ten będzie miał premierę na antenie CBS w sezonie 2015–2016.
W styczniu 2015 roku ogłoszono, że tytułową rolę zagra Melissa Benoist, a w Jamesa Olsena wcieli się Mehcad Brooks. W lutym 2015 do obsady dołączyli Calista Flockhart, Laura Benanti, David Harewood i Chyler Leigh, a w marcu Jeremy Jordan, Faran Tahir i Owain Yeoman. W tym samym miesiącu potwierdzono również, że Helen Slater, która zagrała tytułową rolę w filmie Supergirl z 1984 roku oraz Dean Cain, który zagrał Supermana w serialu Nowe przygody Supermana z 1993 roku pojawią się gościnnie w roli rodziców adopcyjnych Kary.
Zdjęcia do pilota serialu miały miejsce w marcu 2015 roku, a premiera 1 sezonu, który miał składać się z 13 odcinków, odbyła się 25 października tego samego roku, jednak 30 listopada 2015 roku stacja CBS zamówiła dodatkowe 7 odcinków serialu.
W dniu 13 maja 2016 roku ogłoszono przeniesienie serialu do stacji The CW, która zamówiła drugi sezon składający się z 22 odcinków. W dniach 8 stycznia 2017 roku, 2 kwietnia 2018 roku, 31 stycznia 2019 roku oraz 7 stycznia 2020 roku stacja The CW ogłosiła oficjalnie przedłużenie serialu odpowiednio o trzeci, czwarty, piąty i szósty sezon. Z kolei 22 września 2020 roku podana została informacja, że 6 seria będzie ostatnią transzą serialu składającą się z 20 odcinków.

## Wspólne uniwersum
W październiku 2014 roku Berlanti wyraził chęć, aby serial istniał w tym samym uniwersum co Arrow i Flash. W styczniu 2015 roku Mark Pedowitz, szef stacji The CW, potwierdził, że jest otwarty na współpracę ze stacją CBS. Dwa tygodnie później szefowa CBS, Nina Tassler, ogłosiła, iż stacja pozostawi Supergirl „na razie dla siebie”, jednak nie wyklucza w przyszłości crossoverów z serialami emitowanymi przez The CW. W lutym 2016 roku ogłoszono, że Grant Gustin, grający Flasha w serialu o tej samej nazwie, pojawi się w osiemnastym odcinku pierwszego sezonu Supergirl.